# Cockburn Town
Cockburn Town je malo naselje i glavni grad britanskog prekomorskog posjeda Otoka Turks i Caicos. Nalazi se na Grand Turku, najvećem otoku otočja Turks. Osnovali su ga 1681. godine skupljači soli na mjestu gdje je Juan Ponce de León stupio na otok. Od 1766. tu je sjedište guvernera. Bermudska arhitektura iz 18. i 19. stoljeća ocrtava ulice Duke i Front. Grad je poznat po dugačkim, uskim ulicama i starim uličnim svjetiljkama. Najveća gradska znamenitost je Nacionalni muzej Otoka Turks i Caicos. U muzeju se nalazi izložba brodoloma, izlošci vezani uz povijest istrijebljenog domorodačkog stanovništva Lucayo, izlošci vezani uz ropstvo i povijest trgovine robljem, izlošci vezani za svemirsku utrku, izlošci vezani za otočnu industriju i općenito za povijest otoka. Muzej također održava i vrt.